# Vulpes
Le vere volpi  (Vulpes Garsault, 1764) sono un genere di volpi che consiste in 12 specie, tra cui la volpe rossa, il mammifero selvatico con l'areale più esteso e unico membro del genere presente in Italia.
Le vere volpi sono canini di dimensioni piccole o medie, notevoli per i loro crani appiattiti, orecchie vistose, pupille ellittiche e le code lunghe e folte. I loro arti sono relativamente brevi, ideali per muoversi agilmente tra gli arbusti e i sottoboschi densi.
Il genere è diffuso in quasi tutti i biomi dell'emisfero boreale e l'ecozona afrotropicale. Sono normalmente predatori solitari che si nutrono di piccoli mammiferi, uccelli, rettili, insetti e uova, ma certe specie includono anche frutti e vegetali nelle loro diete.

## Descrizione
Le vere volpi sono di taglia piccola o media, con una pelliccia lunga, soffice e densa, e una coda molto folta. Si distinguono dai veri cani principalmente per gli arti più corti, che permettono loro di abbassarsi e strisciare con la pancia sul suolo come fanno i gatti. La coda, inoltre, supera la metà della lunghezza corporea, e le pupille sono ovali verticali come quelle dei gatti, sebbene non dispongano della stessa capacità di contrarle o espanderle. Molte specie dispongono di una ghiandola odorifera sulla base della coda. Gli arti anteriori sono forniti di cinque dita, mentre le posteriori ne hanno solo quattro.
Il cranio è notevole per la lunghezza e sottigliezza del muso, che supera di lunghezza il neurocranio. La cresta sagittale è poco sviluppata, spesso anche assente. I denti sono piccoli, ma molto taglienti.
La maggior parte delle vere volpi sono notturne, ma possono essere attive durante il mattino e il crepuscolo. Scavano le proprie tane nel terreno o, più raramente, nei buchi presenti nelle formazioni rocciose. Alcune vivono in piccoli gruppi famigliari, altre sono più gregarie. Sono abitanti di numerosi habitat diversi: tundra, taiga montagne, steppe, deserti. Preferiscono zone più o meno aperte, evitando i boschi fitti. Le vere volpi sono monogame, producendo fino a 13 piccoli per cucciolata in una tana. Sono per la maggior parte carnivore, cibandosi di piccoli vertebrati (soprattutto di roditori), carogne e insetti, ma non disdegnano i vegetali.

## Storia evolutiva

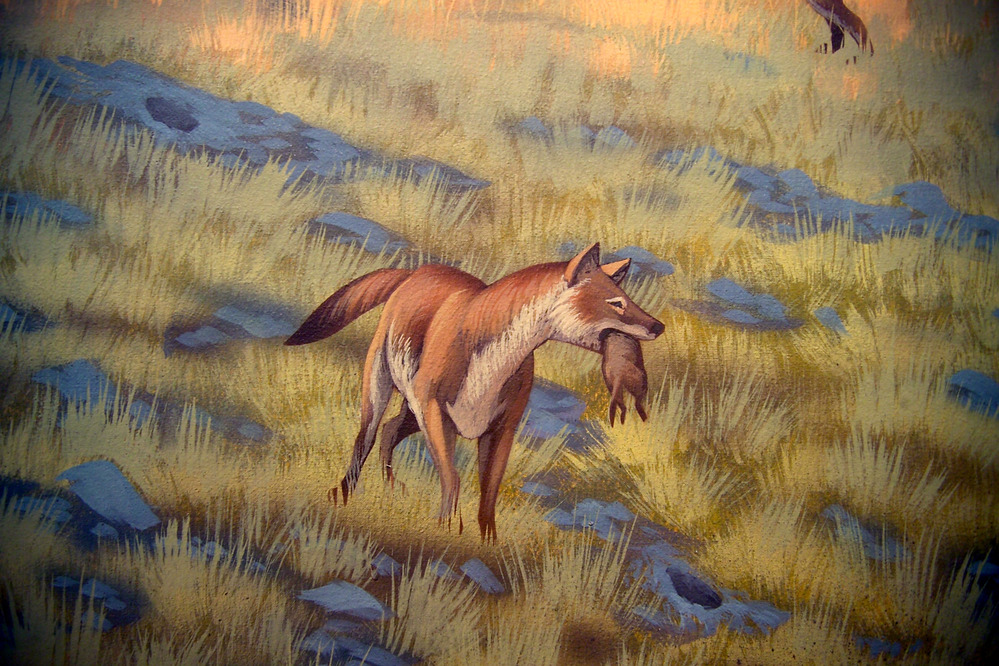
Ricostruzione artistica di Vulpes stenognathus

Le vere volpi ebbero origine in Nordamerica durante il Miocene 9 milioni di anni fa, sfruttando la nicchia ecologica per predatori di taglia ridotta lasciata vacante dopo l'estinzione dei borofagini piccoli. Fra gli odierni discendenti di Leptocyon, antenato di tutti i canini, le vere volpi sono rimaste più o meno immutate, essendo di taglia ridotta con musi snelli e denti piccoli adattati a catturare piccole prede.
L'espansione delle vere volpi fuori dal Nordamerica fu relativamente rapida: i fossili d'una piccola volpe, V. riffautae, sono stati rinvenuti nel Ciad, risalenti a 7 milioni di anni fa. Durante il Pliocene, le vere volpi, dopo l'estinzione di V. kernensis e V. stenognathus, divennero rare nel Nordamerica. Almeno due specie però si erano già insediate nell'Eurasia attraverso il ponte di Bering. I loro discendenti, la volpe rossa e la volpe artica, tornarono nel Nordamerica durante il Pleistocene superiore, dove condivisero il continente con la volpe americana e la volpe pigmea, entrambe discendenti di volpi che non lasciarono mai il Nordamerica.

## Specie odierne
| Specie         | Nomi comuni            | Autorità          | Dimensioni                                                                | Areale attuale                                                        | Stato di conservazione  |
| -------------- | ---------------------- | ----------------- | ------------------------------------------------------------------------- | --------------------------------------------------------------------- | ----------------------- |
| V. bengalensis | Volpe del Bengala      | Shaw, 1800        | Corpo: 39-57,5 cm Coda: 24,5-32 cm Orecchie: 7,2-7,9 cm Peso: 1,8-3,2 kg  | Subcontinente indiano                                                 | Specie a rischio minimo |
| V. cana        | Volpe di Blanford      | Blanford, 1877    | Corpo: 38,5-80 cm Coda: 26-35,5 cm Orecchie: 7,2-9,5 cm Peso: 0,8-1,5 kg  | Zone montagnose aride del Medio Oriente fino ad Afghanistan           | Specie a rischio minimo |
| V. chama       | Volpe del Capo         | A. Smith, 1833    | Corpo: 45-62 cm Coda: 25-40,6 cm Orecchie: 8,7-11 cm Peso: 2-4,2 kg       | Regioni centrali e occidentali dell'Africa australe                   | Specie a rischio minimo |
| V. corsac      | Corsac                 | Linnaeus, 1768    | Corpo: 45-56 cm Coda: 25-30 cm Orecchie: 6-7,5 cm Peso: 1,9-3,2 kg        | Asia centrale                                                         | Specie a rischio minimo |
| V. ferrilata   | Volpe tibetana         | Hodgson, 1848     | Corpo: 56-65 cm Coda: 22-29 cm Orecchie: 5,2-6,3 cm Peso: 3-4,6 kg        | Steppe e semideserti dell'altopiano del Tibet                         | Specie a rischio minimo |
| V. lagopus     | Volpe artica           | Linnaeus, 1758    | Corpo: 54,8-57,8 cm Coda: 26,2-27,1 cm Peso: 3,14-4,23 kg                 | Artide                                                                | Specie a rischio minimo |
| V. macrotis    | Volpe pigmea americana | Merriam, 1888     | Corpo: 45,5-53,5 cm Coda: 25-34 cm Orecchie: 7,2-9,5 cm Peso: 1,6-2,7 kg  | Zone desertiche e semiaride del Nordamerica occidentale               | Specie a rischio minimo |
| V. pallida     | Volpe pallida          | Cretzschmar, 1827 | Corpo: 38-58 cm Coda: 23-29 cm Orecchie: 6,5-7,2 cm Peso: 2-3,6 kg        | Zone semiaride del Sahel                                              | Specie a rischio minimo |
| V. rueppellii  | Volpe di Rüppell       | Schinz, 1825      | Corpo: 34,5-55,9 cm Coda: 22-38,7 cm Orecchie: 7,5-11 cm Peso: 1,4-1,7 kg | Nordafrica, Medio Oriente e Pakistan occidentale                      | Specie a rischio minimo |
| V. velox       | Volpe americana        | Say, 1823         | Corpo: 47,5-54,5 cm Coda: 25-34 cm Orecchie: 5,9-6,8 cm Peso: 1,6-2,5 kg  | Praterie dell'America centro-settentrionale                           | Specie a rischio minimo |
| V. vulpes      | Volpe rossa            | Linnaeus, 1758    | Corpo: 55-72 cm Coda: 28-49 cm Peso: 3,4-8,7 kg                           | Tutto l'emisfero boreale. Introdotto in Australia e le Isole Falkland | Specie a rischio minimo |
| V. zerda       | Fennec                 | Zimmermann, 1780  | Corpo: 33,7-39,5 cm Coda: 12,5-25 cm Orecchie: 9,1-10 cm Peso: 1,1-1,5 kg | Nordafrica                                                            | Specie a rischio minimo |